# Nuledo

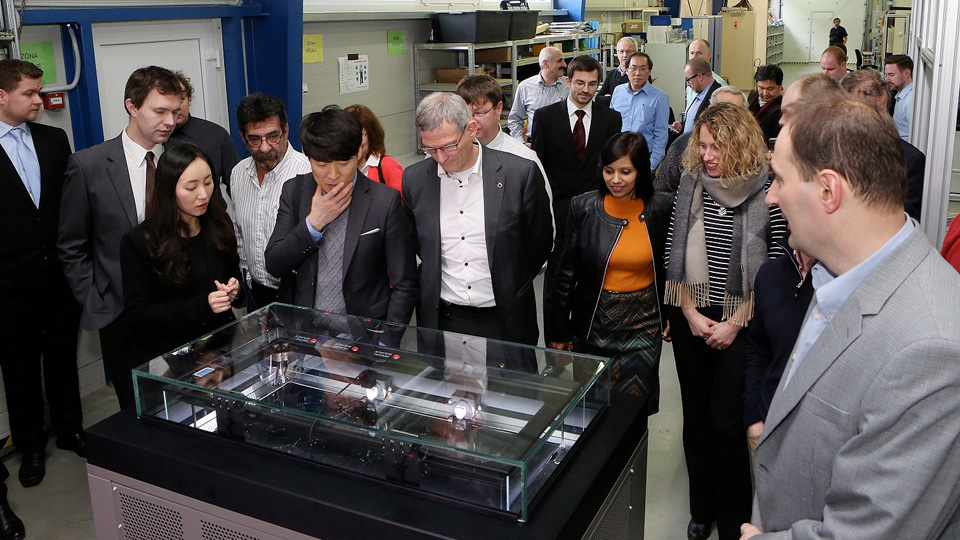
Návštěvníci pozorující stopy radioaktivních částic v Nuledo mlžné komoře.

Nuledo s.r.o. byla česká firma vyrábějící mlžné komory a další průmyslová zařízení.
Nuledo mlžné komory jsou zařízení umožňující sledovat běžně neviditelnou radioaktivitu a ionizující záření. V roce 2016 byly celosvětově nejvyspělejšími zařízeními svého druhu. Mlžné komory Nuledo obsahují několik světových inovací, včetně technologie CrystalView a modulárních interaktivních vylepšení.
Firmu se sídlem v Praze založili Ondřej Zbytek a Valery Mezentsev. Samotnému vzniku firmy předcházel několikaletý vývoj, pilotní mlžná komora byla umístěna na gymnáziu Opatov.[zdroj?]
Jejich zařízení se nachází například v Evropské organizaci pro jaderný výzkum (CERN) či v science muzeu CosmoCaixa v Barceloně. V Česku se jejich zařízení nachází v jaderné elektrárně Dukovany.